# Lepista luscina
Espèce
Lepista luscina, l'Argouanne des prés ou Tricholome à gouttelettes, est une espèce comestible de la famille des Tricholomataceae.

## Systématique
Le nom scientifique complet (avec auteur) de ce taxon est Lepista luscina (Fr.) Singer.
L'espèce a été initialement classée dans le genre Agaricus sous le basionyme Agaricus luscinus Fr..

### Synonymes
Lepista luscina a pour synonymes :
- Agaricus luscinus Fr.
- Clitocybe luscina (Fr.) P.Karst.
- Lepista luscina var. parva Bohus
- Melanoleuca luscina (Fr.) Métrod
- Omphalia luscina (Fr.) Quél.
- Rhodopaxillus luscinus (Fr.) Konrad & Maubl.

### Noms vernaculaires
Ce taxon porte en français les noms vernaculaires ou normalisés suivants : argouane, lépiste guttulée, panéole.

## Galerie

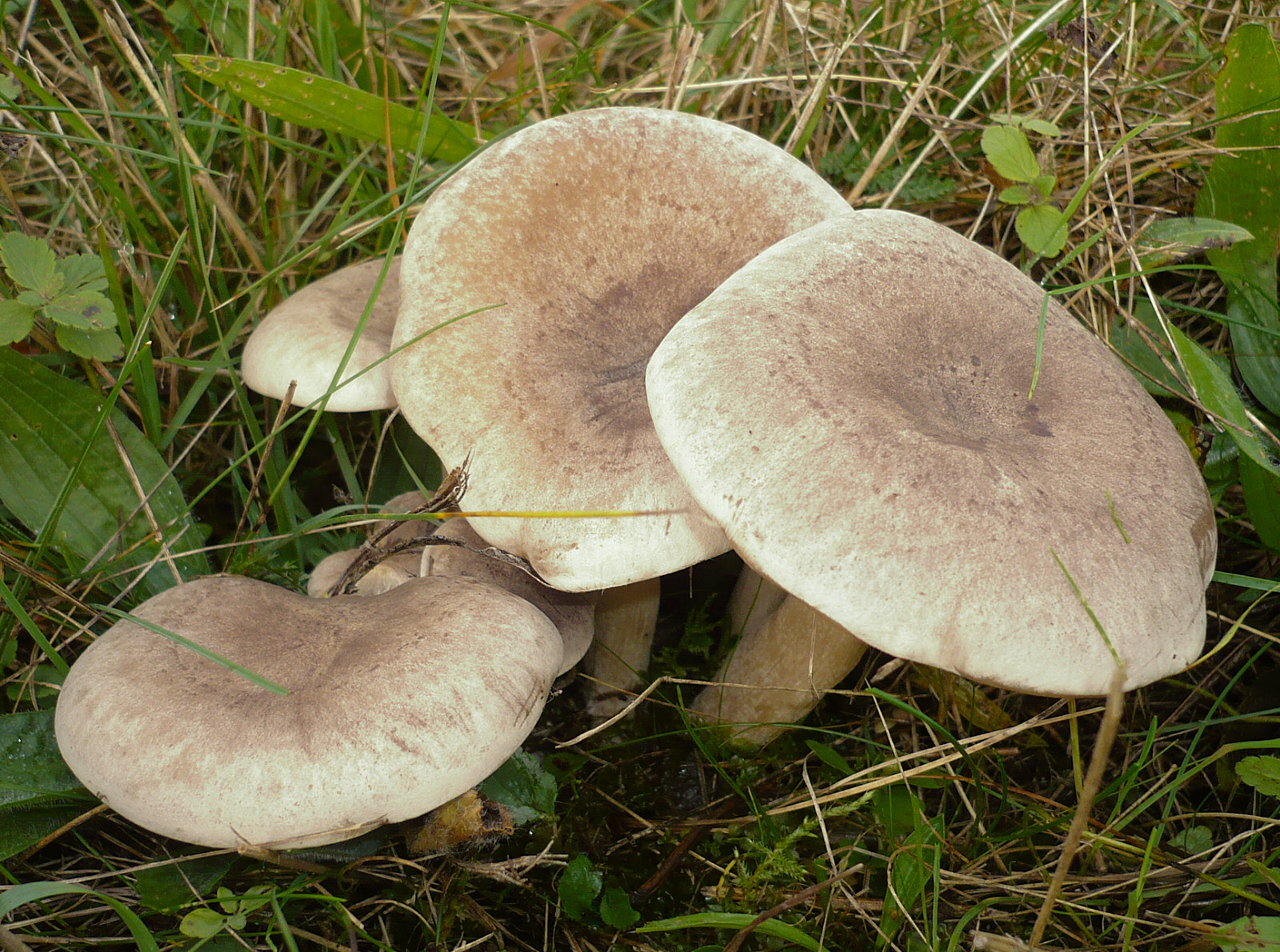
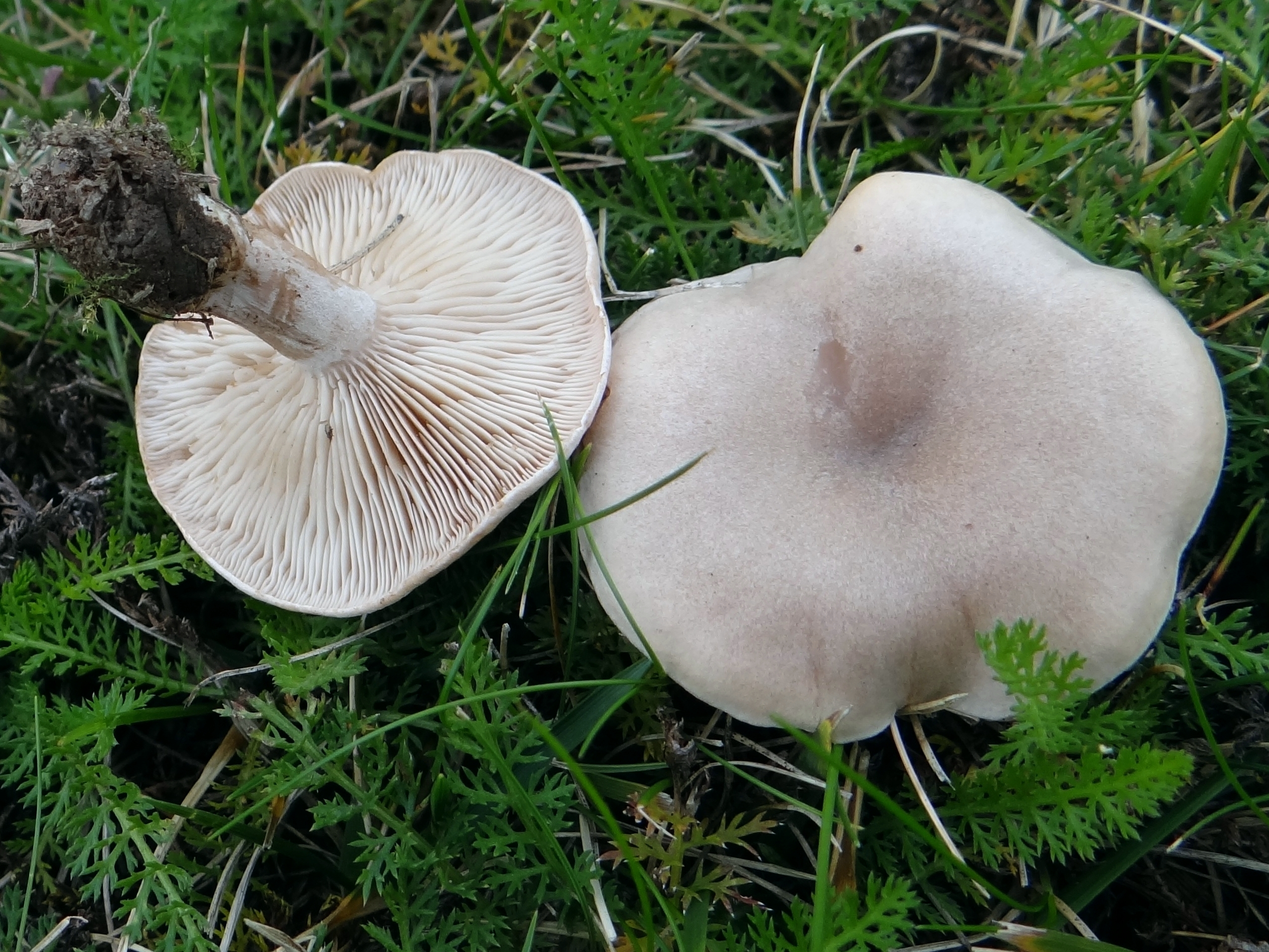
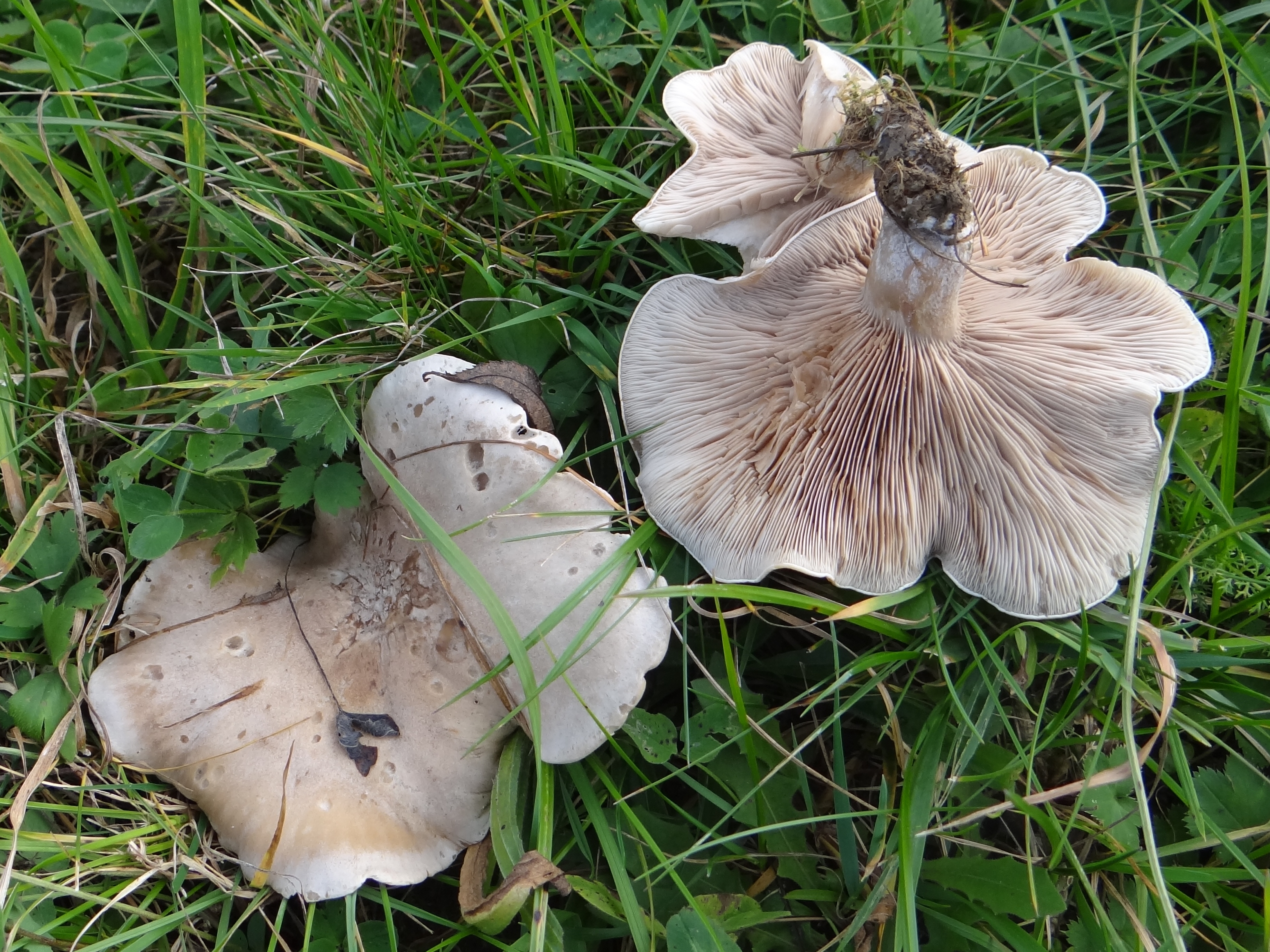
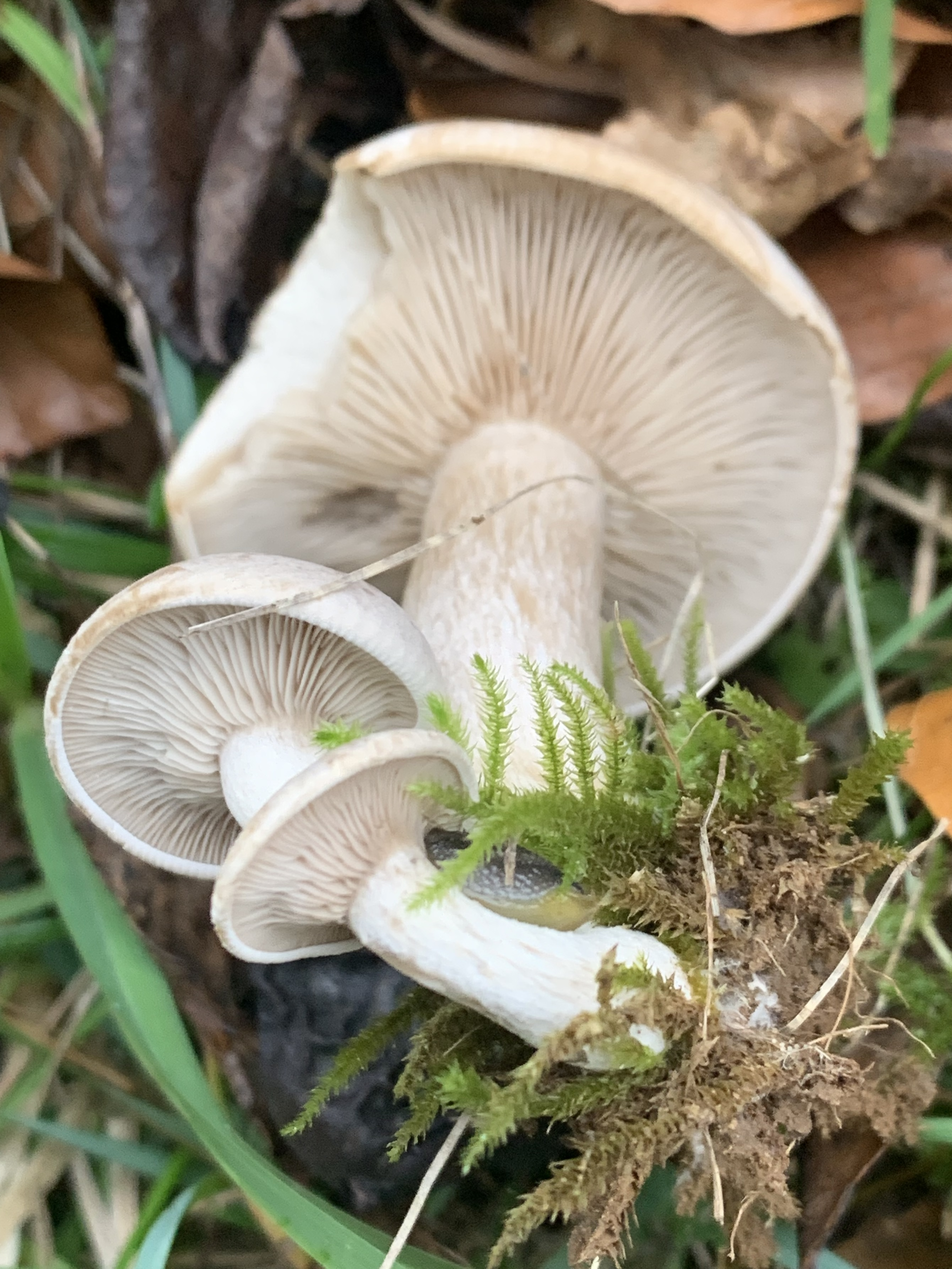
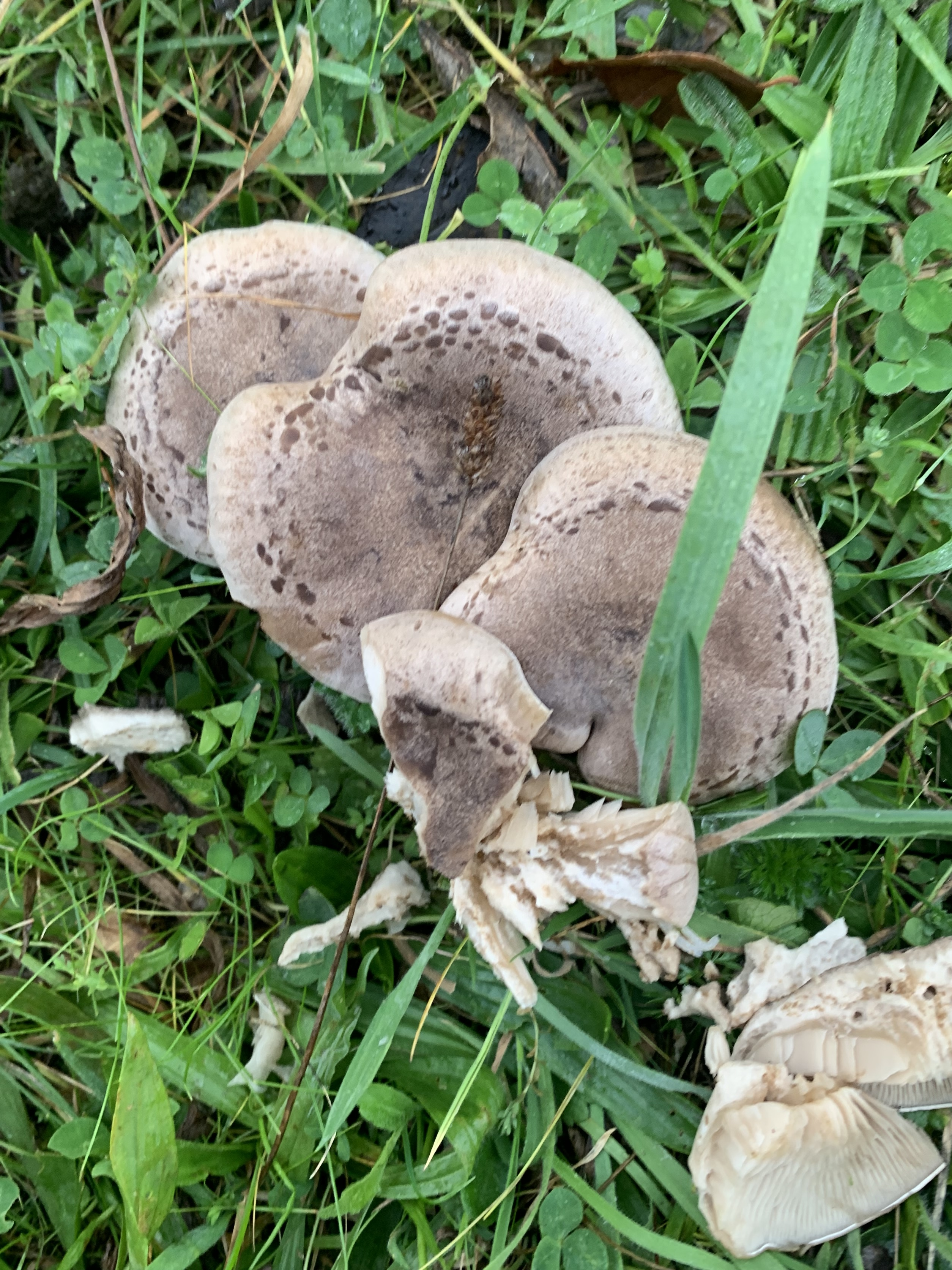